# Seven Mary Three
Seven Mary Three, to amerykańska grupa muzyczna wykonująca grunge. Powstała 1992 roku Wirginii z inicjatywy Jasona Rossa oraz Jasona Pollocka. W twórczości zespołu widoczne są wpływy takich grup jak Pearl Jam i R.E.M.

## Muzycy

### Obecny skład zespołu
- Casey Daniel - gitara basowa
- Giti Khalsa - perkusja
- Jason Ross - śpiew, gitara
- Jason Pollock - gitara, śpiew

## Dyskografia
- 1995 American Standard
- 1997 Rock Crown
- 1998 Orange Ave
- 2001 The Economy of Sound
- 2004 Dis/Location